# أندريه كارتر
أندريه كارتر (بالإنجليزية: Andre Carter)‏ هو لاعب كرة قدم أمريكية أمريكي، ولد في 12 مايو 1979 في دنفر في الولايات المتحدة.

## وصلات خارجية
- أندريه كارتر على موقع مرجع كرة القدم المحترفة.كوم (الإنجليزية)